# Міріель Сірінде
Міріель Сірінде — персонажка легендаріуму Дж. Р. Р. Толкіна; перша дружина Фінве, матір Феанора. Перша істота, яка померла у Валінорі.

## Етимологія
Міріель походить із квенья, проте точне значення імені невідоме. За припущення Пола Страка, це може означати «дорогоцінна дочка», поєднуючи в собі mír (кв.:"коштовність") та -iel (кв.:"донька). У неї також є ім'я Сірінде (þerindë, якщо точніше), це ймення дане їй матір'ю (дуже поширена практика в ельфів, зветься amilessë) та означає «вишивальниця», що вказує на її майстерність у вишивці, оскільки «була вона неперевершеною майстринею у ткацтві та шитві; руки її найкраще давали лад тонкій роботі, так що не було їй у цьому рівних навіть серед нольдорів.» Варто зазначити, що вона просила всіх родичів використовувати старішу вимову (Тiрінде, а не Сірінде). Після повернення до життя їй дали ім'я Фіріель (кв.: «Та, що померла» або «Та, що зітхала»). Справа в тому, що до її смерті мова ельфів не мала слова, яке б означало природну смерть, тож вони використовували fírë (кв.:"зітхання"), оскільки Міріель зітхнула у мить смерті.

## Біографія
Міріель жила в Тіріоні в Дні Блаженства Благословенного Краю. Її чоловіком був Фінве, король нольдорів. У неї був син — Феанор, який згодом очолив Вихід нольдорів. Після народження сина (приблизно 1169 року Епохи Дерев) Міріель була знесилена і слабшала з кожним днем. Фінве попросив поради у Манве і той передав її під опіку Ірмо в Лорієні, де вона й померла 1170 року Е. Д., хоч і здавалося, що вона спить. Служниці Есте доглядали тіло Сірінде, тож воно не зістарилося. Вона стала першою, хто помер у Благословенному Краї, й валари та ельдари були шоковані цією подією.
Манве скликав валарів на раду, де вони ухвалили так званий «статут Фінве та Міріель», що дозволяв повторне одруження у випадку, коли померла особа відмовляється від повернення. Вайре розповіла про це рішення Міріель та про тугу Фінве, але та відмовилася повертатися. Мандос, однак, попередив її, що вона зможе змінити своє рішення в майбутньому, але вона мовчала, тож валари прийняли її вибір. Роками пізніше Фінве дізнався про рішення Міріель і, отримавши дозвіл, одружився з Індіс із ваньярів. Феанор був ображений на батька за таке рішення та помітив, який вплив вона мала на його батька, адже навіть його мова набула акценту ваньярів, і вважав це неповагою до його матері.
Після своєї загибелі Фінве зустрівся з Міріель у Чертогах Мандоса. Вони довго розмовляли, вона вибачалася за свої помилки та обіцяла виткати гобелен про його народ та дітей. Зрештою, вона нарешті відчула полегшення від смутку. Побачивши, що Міріель хоче повернутися, Фінве попросив Вайре дозволити їй це в обмін на його можливість повернутися. Валари прийняли це, дух Міріель звільнили і він повернувся до її тіла в Лорієні, і вона прокинулася. Одначе, вона не хотіла повертатися до свого народу, тож пішла до дому Вайре. Вона стала її служницею і, будучи єдиною живою істотою там, виконала свою обіцянку та виткала гобелен, який розповідає про походи нольдорів.